# Nocera Terinese
Nocera   Terinese község (comune) Olaszország Calabria régiójában, Catanzaro megyében.

## Fekvése
A megye északnyugati részén fekszik. Határai: Amantea, Cleto, Falerna, Lamezia Terme, Martirano Lombardo és San Mango d’Aquino.

## Története
A település elődjét valószínűleg a bruttiusok alapították Nuceria néven. A 10. században a szaracénok elpusztították, de rövid idő alatt újjáépítették. Középkori épületeinek nagy része az 1783-as calabriai földrengésben elpusztult. A 19. század elején vált önálló községgé, amikor a Nápolyi Királyságban felszámolták a feudalizmust. Az 1905-ös calabriai földrengés szintén jelentős károkat okozott a településen.

## Népessége
A népesség számának alakulása:

## Főbb látnivalói
- Santa Maria della Pietà-templom
- San Giovanni Battista-templom
- San Francesco-templom
- Madonna dell’Annunziata-templom